# Список законов Древнего Рима
Список содержит законы, принятые в Древнем Риме, в хронологическом порядке. Обычно законы получали имена должностных лиц, ставших авторами соответствующей законодательной инициативы.
- Lex Canuleia (445/443 годы до н. э.) — отмена запрета на браки между патрициями и плебеями;

- Lex Licinia Sextia (367 год до н. э.) — избрание как минимум одного из консулов из числа плебеев;

- Lex Ogulnia (300 год до н. э.) — допуск плебеев к почти всем жреческим должностям;

- Lex Hortensia (287 год до н. э.) — решения Народного собрания получили автоматическую силу закона;

- Lex Acilia de intercalando (191 год до н. э.) — реформа календаря (понтифики получили право вставлять дополнительные месяцы);

- Lex Villia Аnnalis[1] (180 год до н. э.) — установление порядка занятия высших должностей республики (предварительное отбытие 10-летней воинской повинности, иерархия магистратур, минимальный двухлетний промежуток между ними).

- Lex Vallia[2] (примерно 160 год до н. э[3].) — закон, предоставлявший должнику право на самозащиту, однако если он проигрывал дело, то обязывался уплатить двойную сумму денег[4][5]; являлся дополнением к утверждённому в 326 году до н. э. закону Петелия (Lex Poetelia), которым кредитору запрещалось убивать должника;

- Lex Calpurnia de repetundis (149 год до н. э.) — первый закон против злоупотреблений в провинциях;

- Lex Aebutia (ок. 125 года до н. э.) — учреждение формулярного процесса в римском судопроизводстве взамен более старого, легисакционного;

- Lex Sempronia frumentaria (123 год до н. э.) — первый из хлебных законов (Leges frumentariae): каждый римский гражданин получал право купить определённое количество зерна со скидкой[6];

- Lex Rubria (123 или 122 год до н. э.) — основание колонии на месте разрушенного в 146 году до н. э. Карфагена;

- Lex Caecilia Didia (98 год до н. э.) — введение обязательного временного промежутка в три нундины между публикацией законодательной инициативы и голосованием по нему; запрет на объединение разных законопроектов для общего голосования;

- Lex Iulia (90 год до н. э.) — дарование римского гражданства тем из числа союзников, кто сохранил верность Риму;

- Lex Cornelia de magistratibus (81 год до н. э.) — закон о магистратах (повышение возрастного ценза, введение минимального 10-летнего срока перед избранием на ту же должность);

- Lex Gabinia (67 год до н. э.) — предоставление Гнею Помпею чрезвычайной власти для борьбы с пиратами;

- Lex Manilia (66 год до н. э.) — передача Гнею Помпею всех восточных провинций и войск для войны с Митридатом и Тиграном;

- Lex Trebonia (55 год до н. э.) — закрепление за каждым из консулов 55 года до н. э. провинций на последующие пять лет;

- Lex Roscia (49 год до н. э.) — представлен сенату претором Луцием Росцием Фабатом от имени Цезаря; предоставлял римское гражданство цизальпинским галлам в Транспадании (районе Цизальпинской Галлии севернее реки Пад);

- Lex Paedia (43 год до н. э.) — лишение воды и огня убийц Цезаря;

- Lex Titia (43 год до н. э.) — превращение второго триумвирата в высший государственный орган.